# Премія «Атоми для миру»
Премія «Атоми для миру» (англ. Atoms for Peace Award) була заснована в 1955 році завдяки гранту Фонду Форда в 1 млн доларів. Мета нагороди — сприяти розвитку технологій із використанням ядерної енергії в мирних цілях. Поштовхом до створення премії стала промова президента США Дуайта Ейзенхауера з трибуни ООН із закликом використовувати атомну енергію на благо миру.

## Одержувачі
- 1957 — Нільс Бор
- 1958 — Дьєрдь де Гевеші
- 1959 — Лео Сілард і Юджин Пол Вігнер
- 1960 — Елвін Вайнберг[en] і Волтер Зінн
- 1961 — Джон Кокрофт
- 1963 — Едвін Макміллан і Володимир Векслер[4]
- 1967 — Ісидор Рабі, Беннет Льюїс[en] і Бертран Гольдшмідт[en]
- 1968 — Сіґвард Еклунд[en], Абдус Салам та Генрі Девольф Сміт[en]
- 1969 — Оге Бор, Бен Рой Моттельсон, Флойд Куллер[d], Генрі Каплан[en], Ентоні Туркевич[en], Михайло Йоффе[en][5] і Комптон Ренні
- 1969 — Дуайт Ейзенхауер